# Obchodní akademie Prostějov
Obchodní akademie Prostějov je střední škola v Prostějově, založená v roce 1894. Je nejstarší ekonomicky zaměřenou střední školou na Moravě.
Současným zřizovatelem je Olomoucký kraj.

## Historie
Škola byla založena jako Vyšší škola obchodní v roce 1894. Od roku 1897 sídlí v budově, postavené podle návrhu architekta Čeňka Venclíka. Současný název školy byl zaveden v roce 1990.

## Výuka
V profilové části maturitní zkoušky skládají studenti zkoušku z ekonomiky, účetnictví a praktickou zkoušku, která se skládá ze tří podsekcí, které jsou určeny v závislosti na volbě směru oboru.

## Absolventi
- Jakub Čech, novinář a aktivista
- Hana Naiclerová, politička, poslankyně Parlamentu České republiky
- Miroslav Pišťák, politik, bývalý primátor Prostějova